# Rawil Chabutdinow
Rawil Niezamowicz Chabutdinow (ros. Равиль Незамович Хабутдинов; ur. 15 grudnia 1928 w Zimniku, zm. 1 listopada 1997 w Oktiabrskim) – radziecki sztangista, srebrny medalista igrzysk olimpijskich i dwukrotny medalista mistrzostw Europy.

## Kariera
Swój pierwszy medal na arenie międzynarodowej wywalczył podczas mistrzostw Europy w Helsinkach, gdzie zdobył srebrny medal. Wynik ten powtórzył w wadze lekkiej na rozgrywanych w tym samym roku igrzyskach olimpijskich w Melbourne. Rozdzielił tam na podium swego rodaka Ihora Rybaka i Kima Chang-hee z Korei Południowej. Był to jego jedyny start olimpijski. Zdobył również złoty medal na 
mistrzostwach Europy w Katowicach.
Ustanowił siedem rekordów świata w wyciskaniu.